# Arie Noordergraaf

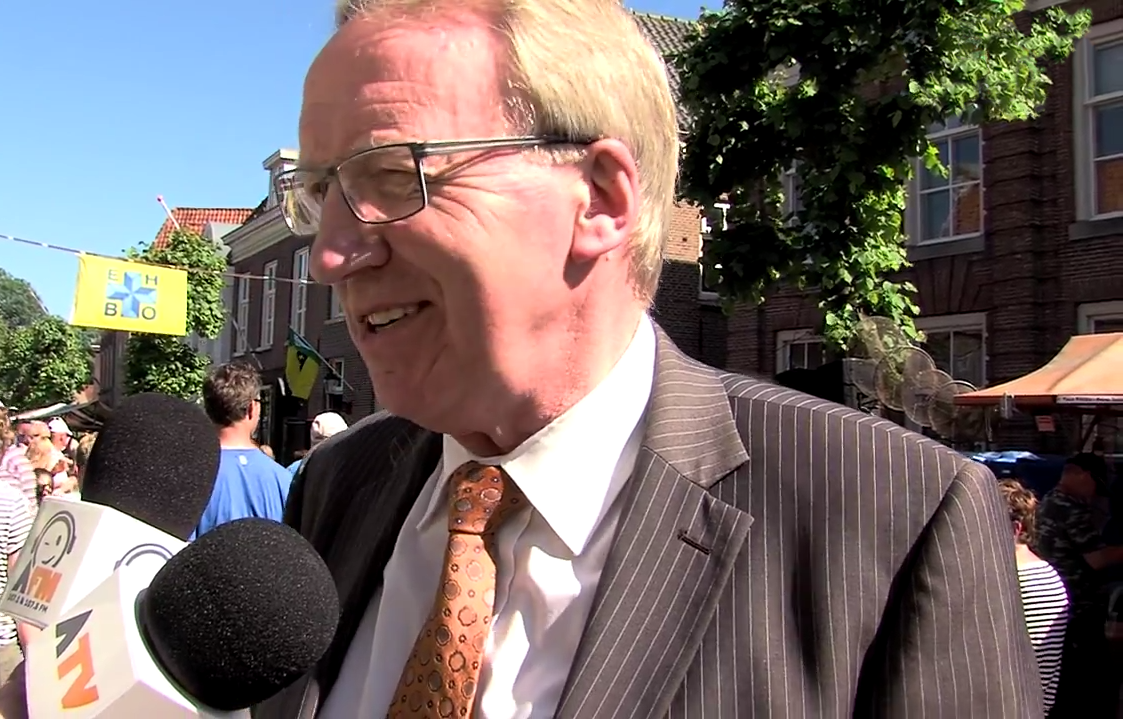
Arie Noordergraaf, 2017

Arie Noordergraaf (* 6. Juni 1950 in Sliedrecht) ist ein niederländischer Politiker der Staatkundig Gereformeerde Partij (SGP).

## Werdegang
Noordergraaf war von 1982 bis 1990 Mitglied des Gemeinderats von Barendrecht und von 1990 bis 1994 Beigeordneter (wethouder). Von 1995 bis 2006 war er Bürgermeister von Hardinxveld-Giessendam und von 2006 bis 2012 Bürgermeister von Soest. Zwischen dem 9. September 2013 und dem 31. Dezember 2018 nahm er kommissarisch die Aufgaben des Bürgermeisters von Woudrichem wahr. Mit der Auflösung der Gemeinde zum 1. Januar 2019 endete Noordergraafs Engagement als kommissarischer Bürgermeister.